# 加娅·焦万尼尼
加娅·焦万尼尼（義大利語：Gaia Giovannini，2001年12月17日—），意大利女子排球运动员。司职主攻，她曾代表意大利国家队参加2024年夏季奥林匹克运动会女子排球比赛，获得一枚金牌。

## 外部連結
- 加娅·焦万尼尼在FIVB beach volleyball database（英语）
- 加娅·焦万尼尼在European Volleyball Confederation（英语）
- 加娅·焦万尼尼在Lega Pallavolo Serie A Femminile（意大利语）
- 加娅·焦万尼尼在Olympics.com（英语）